# Ride (Boney James)
Ride è l'ottavo album in studio del sassofonista statunitense Boney James, pubblicato il 23 ottobre 2001.

## Tracce
1. Heaven (feat. Trina Broussard) – 4:04
2. Grand Central – 4:57
3. RPM – 4:48
4. Something Inside (feat. Dave Hollister) – 3:53
5. So Beautiful – 4:21
6. See What I'm Sayin'? – 4:34
7. All About You – 4:07
8. Ride (feat. Jaheim) – 4:33
9. As You Are – 4:30
10. This Is the Life – 4:59
11. Boneyard (traccia fantasma) – 3:56